# Sofía Nieto
Elena Sofía Nieto Monje (Alcorcón; 16 de agosto de 1984), conocida como Sofía Nieto, es una actriz y matemática española conocida especialmente por haber trabajado en series como Aquí no hay quien viva y La que se avecina.

## Biografía
Empezó su carrera como actriz a los 16 años, iniciándose poco a poco en el mundo del teatro.
En 2003 fue elegida para interpretar a Natalia Cuesta, hija mayor de Juan Cuesta (José Luis Gil) en la serie de televisión española Aquí no hay quien viva, papel que la hizo muy conocida entre el público, al igual que al resto de sus compañeros. Estuvo actuando en la serie hasta el fin de su emisión el 6 de julio de 2006.
Tras comprar Telecinco derechos de la serie de Antena 3, ella y la mayoría de actores de Aquí no hay quien viva se pasaron a rodar en enero La que se avecina, serie que se emite actualmente en Telecinco y pasó a interpretar a Sandra, becaria de la peluquería Araceli Madariaga. Pero al separarse Araceli de Enrique Pastor Peligro él convirtió la peluquería en un bar y ella pasó a ser camarera. Abandonó la serie en la segunda temporada.
Ha rodado un telefilme llamado Bichos raros. Ha participado en obras de teatro como Entremeses de Miguel de Cervantes o incluso en Amor de don Perlimplín con Belisa en su jardín de Federico García Lorca.

## Formación y doctorado
En 2002, con 18 años, recibió el primer premio de la XV Olimpiada de Química, por la Universidad Rey Juan Carlos.
Realizó sus estudios de Licenciatura en Matemáticas en la Universidad Autónoma de Madrid donde se licenció con Premio Extraordinario de Fin de Carrera en 2007.
En 2006, participó en el XXV Congreso Internacional de Matemáticos, en Madrid y en el III Curso Internacional de Análisis Matemático de Andalucía
Después se doctoró en Matemáticas por la Universidad Autónoma de Madrid, además de ser profesora ayudante en dicha universidad entre 2010 y 2016.

## Trayectoria televisiva
En Aquí no hay quien viva y La que se avecina interpretó a los personajes Natalia Cuesta y Sandra Espinosa, respectivamente.
- Natalia Cuesta Hurtado de Aquí no hay quien viva (2003-2006) (91 capítulos) Comienza en la serie como una chica inteligente, manipuladora, desobediente, promiscua y juerguista, siempre rebelándose contra sus padres (en especial contra su madre, Paloma, con la que tenía muy mala relación). A lo largo de la serie la vemos con un novio disc-jockey, compartiendo piso con unos rastafaris porreros, flirteando con vecinos como Roberto, Carlos o Fernando, e incluso embarazada por inseminación artificial, aunque los padres biológicos terminan echándose atrás y ella quedándose con el bebé. Acaba saliendo con Yago, exnovio de Lucía. Tras tener a su bebé sufre de depresión posparto. En el último capítulo de la serie viaja con Yago a Cuba dejando a su hija con Juan e Isabel.
- Sandra Espinosa de La que se avecina (2007-2008) (26 capítulos). Es una chica totalmente neurótica, nerviosa, tímida y se altera constantemente con cualquier problema que tiene en el trabajo. Trabajaba de peluquera becaria con un argentino, Fabio, que la trata como a una alumna, a las órdenes de jefa un poco tocada. Más tarde trabajó de camarera en el bar situado donde se encontraba la peluquería.

| Año       | Título                 | Papel                  | Duración                        |
| --------- | ---------------------- | ---------------------- | ------------------------------- |
| 2003-2006 | Aquí no hay quien viva | Natalia Cuesta Hurtado | Temporadas 1 - 5 (91 capítulos) |
| 2007-2008 | La que se avecina      | Sandra Espinosa        | Temporadas 1 - 2 (26 capítulos) |